# Picromerus
Picromerus is een geslacht van wantsen uit de familie schildwantsen (Pentatomidae). Het geslacht werd voor het eerst wetenschappelijk beschreven door Amyot & Serville in 1843.

## Soorten
Het genus bevat de volgende soorten:

- Picromerus bidens (Linnaeus, 1758)
- Picromerus brachypterus Ahmad & Önder, 1990
- Picromerus conformis (Herrich-Schäffer, 1841)
- Picromerus elevatus Zhao, Liu & Bu, 2013
- Picromerus fasciaticeps Zheng & Liu, 1987
- Picromerus griseus (Dallas, 1851)
- Picromerus lewisi Scott, 1874
- Picromerus nigridens (Fabricius, 1803)
- Picromerus orientalis Rishi & Abbasi, 1973
- Picromerus pseudobidens Ahmad & Önder, 1990
- Picromerus viridipunctatus Yang, 1935